# Daedeok Innopolis
Daedeok Innopolis est un centre de recherche situé dans l'arrondissement de Yuseong dans la ville de Daejeon, en Corée du Sud. Daedeok Innopolis est né à la suite de la formation du pôle de compétence créé par le président Park Chung-hee en 1973 avec l'ouverture du KAIST.
Le logo du Daedeok Innopolis fut créé par une entreprise de design industriel à Palo Alto, aux États-Unis du nom de INNO Design. 

## Instituts
- Institut coréen de recherche aérospatiale
- Institut coréen de science fondamentale
- Institut de recherche en électronique et télécommunications
- KAIST
- Institut coréen des sciences et technologies océaniques